# Margita Figuli

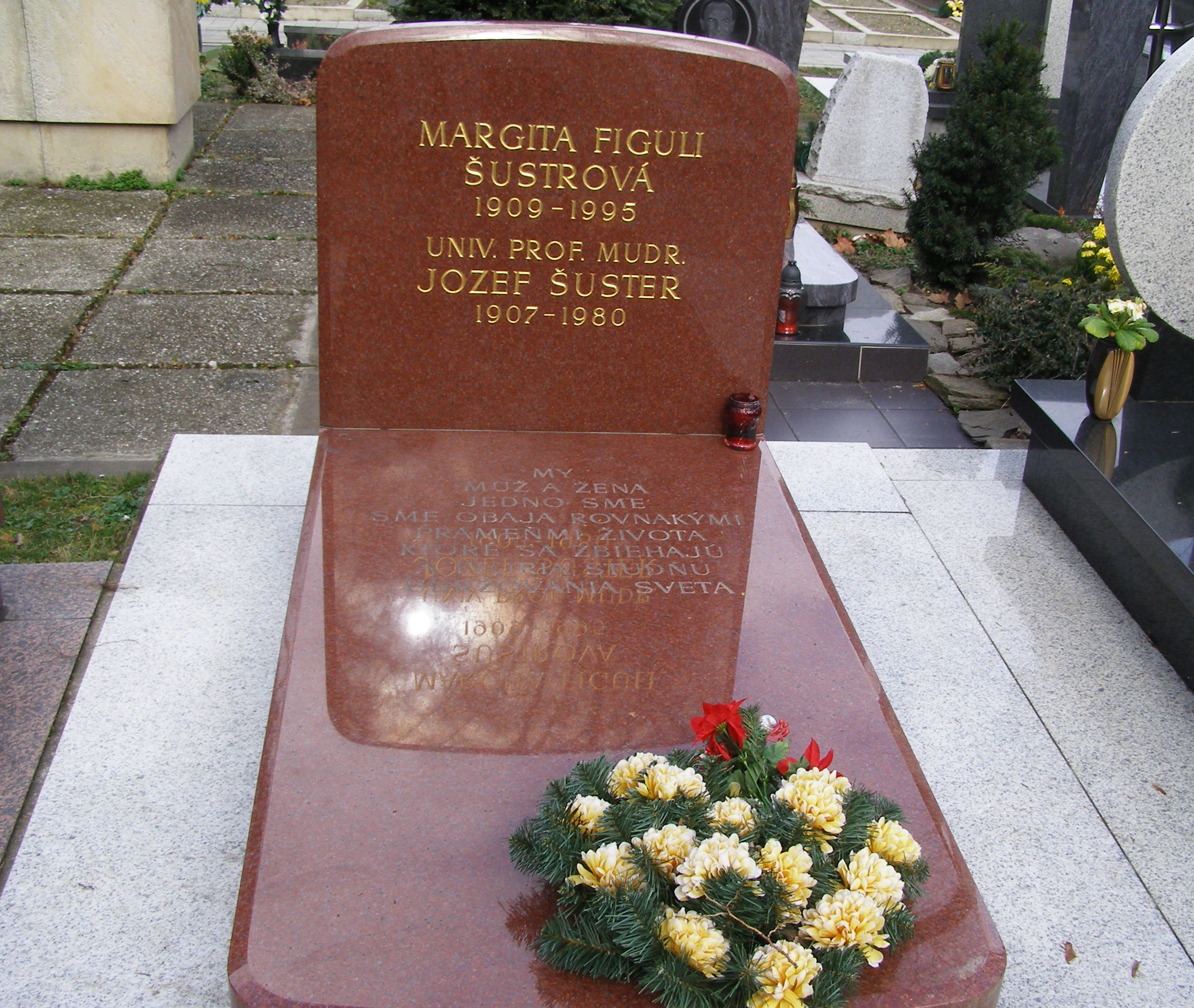
La tomba di Margita Figuli al cimitero di Slávičie údolie a Bratislava

Margita Figuli, pseudonimo di Margita Šustrová, (Vyšný Kubín, 2 ottobre 1909 – Bratislava, 27 marzo 1995), è stata una scrittrice slovacca, nota anche con lo pseudonimo di Oľga Morena.

## Biografia
Nacque in una famiglia contadina. Iniziò gli studi ginnasiali a Dolný Kubín, ma si diplomò all'istituto commerciale di Banská Bystrica (1924 – 1928). Avrebbe voluto proseguire gli studi, ma il suo tentativo di ottenere una borsa di studio per studiare pittura a Praga non ebbe successo. Lavorò come corrispondente inglese alla Tatra banka di Bratislava fino al 1941, successivamente si dedicò esclusivamente all'attività letteraria. Studiò anche pianoforte al Conservatorio.

## Attività
Margita Figuli è un esponente del naturalismo slovacco e si dedicò a novelle e romanzi. Iniziò a pubblicare nel 1930 sul giornale Slovenská nedeľa e sugli almanacchi della Tatra banka, in seguito anche sui giornali Elán, Slovenské pohľady, Živena e altri ancora. Nelle sue prime opere dominano i temi degli ambienti sociali, geografici e comunitari delle periferie, successivamente sviluppa anche le tematiche sentimentali, della compassione sociale e dei problemi comunitari dell'attualità. Rielaborò elementi derivanti da leggende, miti e favole. Oltre alla propria produzione, sporadicamente si dedicò alla traduzione di opere dal ceco, fra cui libri di Karel Čapek e di Karel Jaromír Erben.

## Riconoscimenti
- 1947 – premio nazionale per il romanzo Babylon
- 1964 – titolo di "artista meritevole"
- 1974 – titolo di "artista nazionale"

## Opere

### Prosa
- 1932 – List od otca ("Lettera da mio padre")
- 1936 – Uzlík tepla, in collaborazione con Koloman Sokol
- 1937 – Pokušenie ("Tentazione"), raccolta di 10 novelle (a cura di Ján Smrek)
- 1938 – Čierny býk ("Toro nero")
- 1940 – Olovený vták ("Uccello di piombo"), novella pacifista
- 1940 – Tri gaštanové kone ("Tre cavalli castani"), novella
- 1942 – Tri noci a tri sny ("Tre notti e tre sogni"), (illustrato da Ľudovít Fulla)

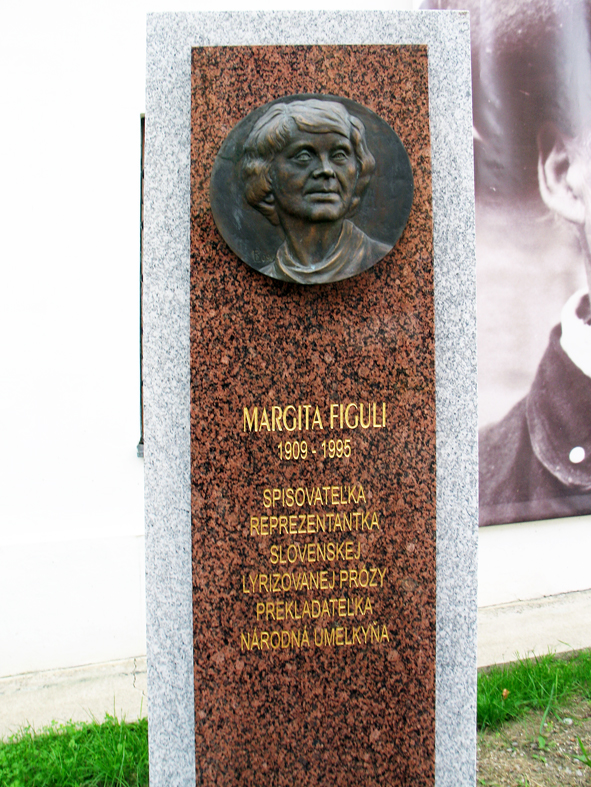
Rilievo di Margita Figuli al parco delle personalità di Dolný Kubín.

- 1946 – Babylon, romanzo in quattro parti (nuova edizione corretta nel 1956)
- 1949 – Zuzana, frammento di romanzo (pubblicato su giornali nel 1939)
- 1969 – Životopisné legendy ("Leggende biografiche"), (pubblicato dal poeta Theo Herkeľ Florin)
- 1973 – Rebeka
- 1974 – Vietor v nás ("Il vento in noi"), romanzo
- Vlci v dolinách ("Lupi nelle valli"), romanzo non finito sull'Insurrezione nazionale slovacca

### Libri per ragazzi
- 1956 – Mladosť ("Gioventù"), diario autobiografico romanzato
- 1963 – Môj prvý list ("La mia prima lettera")
- 1964 – Ariadnina niť
- 1980 – Balada o Jurovi Jánošíkovi ("Ballata di Juro Jánošík"), in versi

### Altre opere
- 1942 – Sen o živote alebo Život Shelleyho ("Sogno sulla vita o vita di Shelley"), dramma radiofonico
- 1959 – Rytierska balada ("Ballata dei cavalieri"), libretto per un balletto di Šimon Jurovský